# 더 유즈드

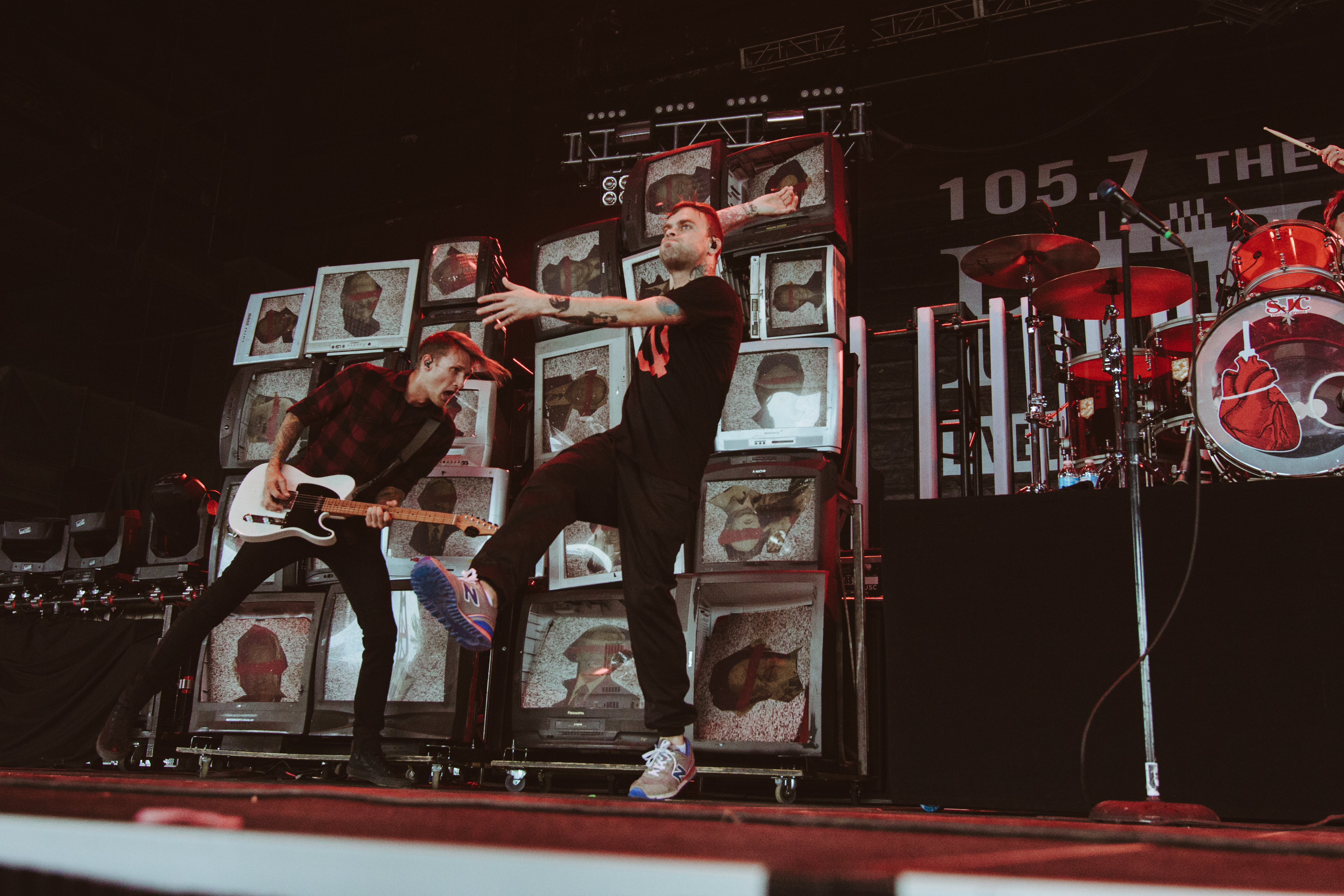
Justin Shekoski & Bert McCracken 2015

더 유즈드(The Used)는 미국 유타주 오렘 출신 록 밴드이다.

## 역사
더 유즈드(The Used)는 1994년 결성된 밴드 스트레인지 이치(Strange Itch)에서 시작되었다. 당시에는 제프 하워드, 브랜든 스타이네커트, 조엘 팩, 맷 브라운의 멤버로 구성되어 있었다. 이들은 1998년에 첫 음반을 발매하였으며, 1999년에는 퀸 알먼이 기타리스트로 합류하였다. 같은 해에 이들은 이름을 덤 럭(Dumb Luck)으로 바꾸고, 2000년에 EP를 발매하였다. 얼마 후에 버트 매크라켄이 보컬로 밴드에 합류하게 되었으며, 이와 함께 이름을 다시 유즈드(Used)라는 이름으로 바꾸었다. 하지만 얼마 되지 않아 동일한 이름의 밴드가 있다는 것을 알게 되어 이름을 다시 더 유즈드(The Used)로 변경하였다.
유즈드는 2002년에 데뷔 음반 《The Used》를 발표하였으며, 두 번째 음반 《In Love and Death》는 2004년에 발매되었다. 2006년 9월, 드러머 브랜든 스타이네커트가 밴드를 탈퇴하였으며, 2007년에 그의 공석을 채울 드러머로 댄 화이트사이즈가 합류하였다. 현재 스타이네커트는 펑크 록 밴드 랜시드의 드러머로 활동하고 있다. 유즈드의 세 번째 정규 음반 《Lies for the Liars》는 2007년 5월 22일에 발매되었다.
또한 유즈드는 2008년 8월 15일, 서태지의 컴백무대인 ETPFEST에 참여해 첫 내한공연을 가졌다.
2010년 유즈드는 리프리즈 레코드 (워너브라더스 레코드)를 떠나 무소속으로 활동하다가, 2011년 호프리스 레코드와 계약을 하여 2012년 첫 싱글 I Come Alive를 공개하였으며, 이후 그들의 정규 앨범 6집인 Vulnerable을 발매하였다.
2013년 정규 앨범 6집 리패키지 Vulnerable (II)가 발매되었다.
2013년 7월 EP 앨범 The Ocean Of The Sky가 발매되었다.
2014년 4월 1일 정규 앨범 7집 Imaginary Enemy를 발매할 예정이다.

## 구성원
- 버트 매크라켄(Bert McCracken) - 보컬
- 퀸 알먼(Quinn Allman) - 기타
- 제프 하워드(Jeph Howard) - 베이스
- 댄 화이트사이즈(Dan Whitesides) - 드럼(2007년 ~ 현재)

### 이전 멤버
- 브랜든 스타이네커트(Branden Steineckert) - 드럼(2001년 ~ 2006년)

## 음반 목록

### 정규 음반
- 《The Used》(2002년)
- 《In Love and Death》(2004년)
- 《Lies for the Liars》(2007년)
- 《Shallow Believer》(2008년)
- 《Artwork》(2009년)
- 《Vulnerable》(2012년)
- 《Vulnerable II》(2013년 리패키지)
- 《Imaginary Enemy》(2014년)

### 비정규 음반
- 《Maybe Memories》(2003년 컴필레이션 앨범)
- 《Berth》(2007년 라이브 앨범)
- 《Shallow Believer》(2008년 EP)
- 《The Ocean Of The Sky》(2013년 EP)